# Graham Rix
Graham Rix (Doncaster, 23 ottobre 1957) è un allenatore di calcio ed ex calciatore inglese, di ruolo centrocampista.

## Carriera
Nel 1980 l'Arsenal raggiunse la finale della Coppa delle Coppe 1979-1980 contro gli spagnoli del Valencia: l'incontro fu disputato a Bruxelles e si concluse a reti inviolate dopo i tempi supplementari. Si resero pertanto necessari i calci di rigore, e Rix sbagliò l'ultimo tiro causando la sconfitta della sua squadra.

## Palmarès
- Coppa d'Inghilterra: 1

Arsenal: 1978–1979
- Coppa di Lega inglese: 1

Arsenal: 1986–1987

## Statistiche da allenatore
| Squadra       | Naz                          | Dal               | Al                | Risultati | Risultati | Risultati | Risultati | Risultati |
| Squadra       | Naz                          | Dal               | Al                | G         | V         | N         | P         | Vit %     |
| ------------- | ---------------------------- | ----------------- | ----------------- | --------- | --------- | --------- | --------- | --------- |
| Chelsea       | Inghilterra (bandiera)       | 13 settembre 2000 | 17 settembre 2000 | 2         | 1         | 0         | 1         | 50.00     |
| Portsmouth    | Inghilterra (bandiera)       | 25 febbraio 2001  | 25 marzo 2002     | 56        | 16        | 23        | 17        | 28.57     |
| Oxford United | Inghilterra (bandiera)       | 22 marzo 2004     | 14 novembre 2004  | 29        | 6         | 15        | 8         | 20.68     |
| Hearts        | Scozia (bandiera)            | 8 novembre 2005   | 22 marzo 2006     | 19        | 9         | 4         | 6         | 47.36     |
| Central       | Trinidad e Tobago (bandiera) | 13 agosto 2012    | 21 dicembre 2012  | 9         | 4         | 0         | 5         | 44.4      |